# Поляницька сільська рада (Яремче)
Поляницька сільська́ ра́да — орган місцевого самоврядування у складі Надвірнянського району Івано-Франківської області. Адміністративний центр — село Поляниця.

## Загальні відомості
- Населення ради: 615 осіб (станом на 2001 рік)

## Перейменування
Івано-Франківська обласна рада рішенням від 19 вересня 2008 року уточнила назву села Паляниця Яремчанської міськради на Поляниця. У повідомленні про зміни в адміністративно-територіальному устрої Івано-Франківської області внести наступні правки: У Відомостях Верховної Ради України 1998, № 2, стор. 31 замість слів «утворила Паляницьку сільраду» записати — «утворила Поляницьку сільраду» (підстава: рішення Івано-Франківської обласної ради від 07 листопада 1997 року).

## Населені пункти
Сільраді підпорядковані населені пункти:
- с. Поляниця

## Склад ради
Рада складається з 22 депутатів та голови.
- Голова ради: Поляк Микола Миколайович

### Депутати
За результатами місцевих виборів 2010 року депутатами ради стали:

#### За суб'єктами висування
| Суб'єкт висування | Кількість обраних депутатів | %    |
| ----------------- | --------------------------- | ---- |
| Самовисування     | 15                          | 93,8 |
| Народна партія    | 1                           | 6,3  |

#### За округами
| № округу       | Прізвище, ім'я, по батькові  | Дата визнання обраним | Освіта                    | Партійна приналежність | Відомості про обраного депутата       |
| -------------- | ---------------------------- | --------------------- | ------------------------- | ---------------------- | ------------------------------------- |
| Народна Партія |                              |                       |                           |                        |                                       |
| 1              | Мотрук Мар'яна Петрівна      | 04.11.2010            | Освіта середня            | член Народної партії   | ДП «Ворохтянський лісгосп», робітниця |
| Самовисування  |                              |                       |                           |                        |                                       |
| 2              | Кабалюк Василина Миколаївна  | 04.11.2010            | Освіта середня            | позапартійна           | Яблуницький відділ зв'язку, листоноша |
| 3              | Попович Юрій Іванович        | 04.11.2010            | Освіта середня            | позапартійний          | НВП «Промінь», сторож                 |
| 4              | Тимофій Микола Миколайович   | 04.11.2010            | Освіта середня спеціальна | позапартійний          | ТзОВ «Скорзонера»                     |
| 5              | Карабінюк Оксана Михайлівна  | 04.11.2010            | Освіта вища               | позапартійна           | СПД"Колиба"У Миколи", бармен          |
| 6              | Молдавчук Петро Іванович     | 04.11.2010            | Освіта середня спеціальна | позапартійний          | ТзОВ «Скорзонера», майстер лісу       |
| 7              | Бойчук Галина Василівна      | 04.11.2010            | Освіта середня            | позапартійна           | тимчасово не працює                   |
| 8              | Молдавчук Микола Миколайович | 04.11.2010            | Освіта середня            | позапартійний          | ТзОВ «Скорзонера», пожежник           |
| 9              | Москаль Іван Олексійович     | 04.11.2010            | Освіта середня            | позапартійний          | ТзОВ «Скорзонера», пожежник           |
| 10             | Яремчук Юрій Миколайович     | 04.11.2010            | Освіта середня            | позапартійний          | тимчасово не працює                   |
| 11             | Вербіцька Ганна Миколаївна   | 04.11.2010            | Освіта середня            | позапартійна           | тимчасово не працює                   |
| 12             | Ількович Василь Дмитрович    | 04.11.2010            | Освіта середня            | позапартійний          | тимчасово не працює                   |
| 13             | Тимофій Параска Василівна    | 04.11.2010            | Освіта середня спеціальна | позапартійна           | пенсіонер                             |
| 14             | Тимофій Наталія Іванівна     | 04.11.2010            | Освіта середня спеціальна | позапартійна           | Поляницька сільська рада, секретар    |
| 15             | Тимофій Мар'яна Іванівна     | 04.11.2010            | Освіта середня спеціальна | позапартійна           | СПД "колиба"У Миколи", бармен         |
| 16             | Поляк Олена Миколаївна       | 04.11.2010            | Освіта середня спеціальна | позапартійна           | СПД                                   |